# 尼克·何倫亞克
小尼克·何倫亞克（英語：Nick Holonyak Jr.，1928年11月3日—2022年9月18日），出生于伊利諾伊州齊格勒，美國物理學家，於1962年發明了第一台實用的可見光發光二極管，擔任通用電氣公司在紐約州錫拉丘茲實驗室的顧問科學家。他一直在伊利諾大學厄巴納-香檳分校教授電氣和計算機工程、物理和電氣和計算機工程。

## 諾貝爾獎爭議
2014年諾貝爾物理學獎授予藍色LED的發明者（赤崎勇、天野浩、中村修二），跳過了紅色、綠色LED的發明者何倫亞克與西澤潤一，部分評論（包括何倫亞克本人）認為不公平。但諾貝爾委員會（物理學獎）委員長Per Delsing（瑞典Chalmers University of Technology教授）在《讀賣新聞》專訪中提出反駁，他堅稱「仔細研究發明的貢獻度之後，有十足信心決定這3個人獲獎」。
同年12月8日，天野浩在斯德哥爾摩發表的諾貝爾獎座（Lecture）中，也有介紹何倫亞克的貢獻。
2015年1月，何倫亞克與赤崎、中村等人共獲查爾斯·斯塔克·德雷珀獎。